# Nedovršen portret
Nedovršeni portret je polu-biografski roman Agate Kristi, drugi po redu roman koji je objavila pod pseudonimom.

## Radnja
Selija ima osećaj da je zarobljena u životu sa troje ljudi koje smatra najdražima - majkom, mužem i ćerkom i na granici je samoubistva. Onda, jedne noći na egzotičnom ostrvu upoznaje Lerabija, uspešnog slikara, portretistu i tokom te noći u dugom razgovoru otkriva da se plaši da sebi pruži drugu šansu za sreću sa nekim drugim i da još uvek nije dovoljno hrabra da se suoči sama sa sobom. Može li Lerabi pomoći Seliji da se izbori sa prošlošću?